# Jordi Rubio i Nuñez
Jordi Rubio i Nuñez   (Castellbisbal, 4 de març de 1975) és un ciclista català d'elit que ha destacat en la pràctica del biketrial, havent-ne aconseguit dos Subcampionats del Món i una Copa del Món indoor entre altres èxits. Després de més de 20 anys d'activitat en aquest esport (és dels pocs que hi ha estat competint tant de temps), ha adquirit una gran experiència que li ha permès poder-se dedicar també a la formació de nous pilots tot fent de monitor al Trial Parc de Sabadell, les zones del qual ajudà a dissenyar juntament amb Ot Pi i César Cañas.
A 1 de gener de 2009

## Palmarès
| Any   | C. del Món         | C. del Món indoor | Copa del Món indoor | Camp. d'Espanya | C. Països Catalans | Camp. de Catalunya | Tro. Gen. Cat. | Títols |
| ----- | ------------------ | ----------------- | ------------------- | --------------- | ------------------ | ------------------ | -------------- | ------ |
| 1991  |                    |                   |                     | 1r Cadet        |                    | 1r Cadet           | 1r Cadet       | 3      |
| 1992  |                    |                   |                     |                 |                    |                    |                | -      |
| 1993  | 2n Expert + Junior |                   |                     |                 |                    |                    |                | -      |
| 1994  |                    |                   | 2n                  |                 |                    |                    |                | -      |
| 1995  |                    |                   |                     |                 |                    | 1r                 |                | 1      |
| 1996  | 7è                 | 2n                |                     | 1r              |                    | 1r                 |                | 2      |
| 1997  | 8è                 | 1r                |                     |                 |                    | 1r                 |                | 2      |
| 1998  | 5è                 |                   | 3r                  |                 |                    | 1r                 |                | 1      |
| 1999  | 7è                 |                   |                     |                 |                    |                    |                | -      |
| 2000  |                    |                   |                     | 1r              |                    | 1r                 | 1r             | 3      |
| 2001  | 3r Master          |                   |                     |                 | 1r                 | 1r                 |                | 2      |
| 2002  |                    |                   |                     |                 |                    | 1r                 | 1r             | 2      |
| 2003  |                    |                   |                     | 2n              | 1r                 | 1r                 | 1r             | 3      |
| 2004  |                    |                   |                     | 2n              | 1r                 | 1r                 |                | 2      |
| 2005  |                    |                   |                     | 2n              |                    | 1r                 | 1r             | 2      |
| 2006  |                    |                   |                     | 2n              |                    |                    |                | -      |
| 2007  |                    |                   |                     |                 |                    |                    |                | -      |
| 2008  |                    |                   |                     |                 |                    |                    | 1r             | 1      |
| Total | -                  | 1                 | -                   | 3               | 3                  | 11                 | 6              | 24     |
|       |                    |                   |                     |                 | 20 nacionals       |                    |                |        |

Notes
1. ↑  Tret que s'indiqui expressament, la classificació consignada l'aconseguí en categoria Elit
2. ↑  Al total de títols s'hi compten tots els campionats nacionals, estatals o internacionals guanyats
3. ↑  Fins al 1991 inclòs, el biketrial s'anomenà oficialment trialsín